# タケアズキ
タケアズキ（学名 : Vigna umbellata）（英語:Ricebean）（中国語:赤小豆;ピンイン: chìxiǎodòu )はササゲ属の作物。中国南部からベトナム、ラオス、タイの北部、ミャンマーとインド が原産で、インドシナ、中国南部、インド、ネパール、バングラデシュなどで栽培される。ツルアズキ（蔓小豆、蟹眼豆）、カニメ (蟹目)、 バカアズキとも呼ばれる。トウモロコシ、モロコシとの混作で窒素固定を行なうために用いられることが多い。種子は、飼料や食用にされる。中国では主に漢方薬として利用されるが、広東スープの食材としても一般的な為（葛の根と煮る粉葛赤小豆湯など）、広東省ではスーパー等で容易に手に入れる事が出来る。

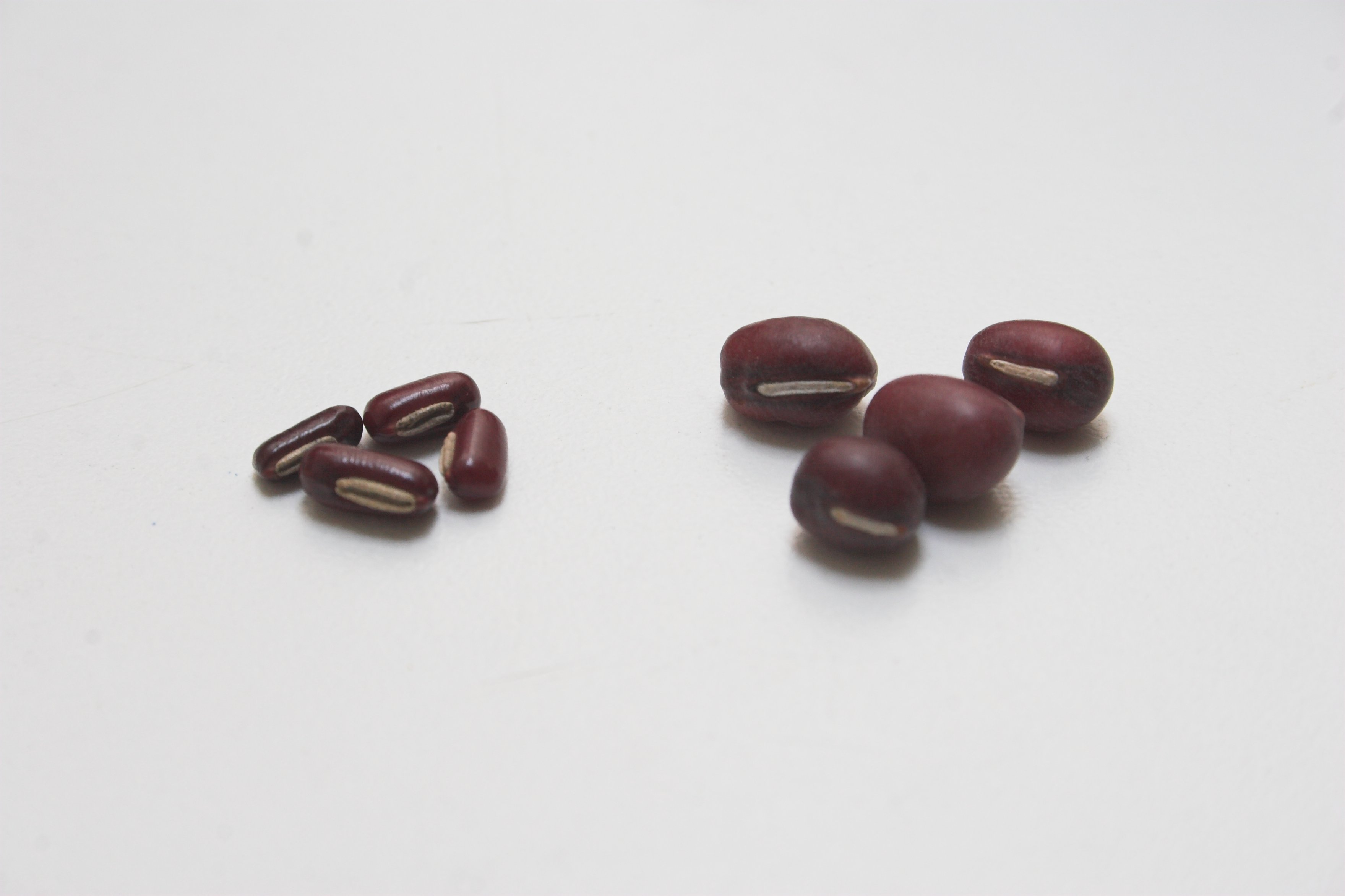
タケアズキ(左)と アズキ(右)

タケアズキ（竹小豆）は流通上の名称で、植物分類学上の正式名称はツルアズキ。